# 燦々ぬまづ大使
燦々ぬまづ大使（さんさんぬまづたいし）は、静岡県沼津市の観光大使（観光キャンペーン隊）である。

## 概要
沼津市に出身・在住・在勤、あるいは沼津市にイベントや映画・テレビ出演している各界の著名人に観光大使として委嘱し、各地でのキャンペーン活動を初め、講演会、テレビ出演など様々な場で沼津市の観光PRに勤めてもらうことを目的とする。1991年制定。任期2年（人選は2年ごとに実施、第22期までは毎年実施していた）だが、複数回任命された人、及び元ミス・コンテストの入賞者（山本富士子・平野啓子）もいる。キャンペーンではこれとは別にミス・コンテスト（公募選出）の「ぬまづ燦々レディー」も活躍し、キャンペーンに花を添えている。

## 現在の大使
（肩書はすべて沼津市のウェブサイトに準ずる）
- 第29期（令和7年度 - 令和8年度）
  - 磯村勇斗（俳優）
  - 小野伸二（元プロサッカー選手）
  - 間寛平（お笑い芸人）
  - Aqours（ラブライブ!サンシャイン!!のスクールアイドル[2]）

## 過去の著名な大使
- 森田一義（第1・22期）
- 土居まさる（第1期）
- 室伏重信（第1期 ハンマー投選手）
- 大岡信（第2期 詩人）
- 大賀典雄（第2期 ソニー社長・会長歴任）
- 筑紫哲也（第2期）
- 金田一春彦（第3期 国語学者）
- 丸山由美（第3期 バレーボール選手・指導者）
- 海老名香葉子（第4期）
- 柳生博（第4期）
- 飯村真一（第5期 テレビ朝日社員）
- 謝敏男（第5期 プロゴルファー）
- 平野啓子（第5・7・14期 元NHK専属アナウンサー）
- 内田康夫（第6期 作家）
- 三遊亭鳳楽（第6期）
- 山田邦子（第8・10・12期）
- 渡辺香津美（第8期 ミュージシャン）
- 角松敏生（第9期 ミュージシャン）
- 森進一・森昌子夫妻（当時 第9期）
- 山本富士子（第10・12期 第1回ミス日本コンテストグランプリ）
- 三國連太郎（第11・13・15・17・19・21期）
- 池宮彰一郎（第11期）
- 角田信朗（第13期）
- 杉井ギサブロー（第13期 アニメーション作家）
- 勅使河原茜（第13期 いけばな作家）
- 岩﨑恭子（第14期 競泳バルセロナオリンピック金メダリスト 水泳指導者）
- 福島邦子（第14期 シンガーソングライター）
- 山本昌邦（第14期 サッカー選手・指導者・評論家）
- 中田金太（第15期 国土交通省観光カリスマ認定者）
- 高田美和（第15・17期）
- 原田眞人（第16・18期）
- 益田祐美子（第16・18期 映像プロデュサー）
- 渡瀬恒彦（第16・18期）
- 鈴木英治（第17期）
- 大村朋宏（第19期 トータルテンボスメンバー）
- 河原勇人（第19期 トライアスロン選手）
- 鮫島秀樹（第19・21期 ミュージシャン）
- 小野伸二（第20・22期 サッカー選手）
- 関谷正徳（第20期 カーレーサー）
- 茶畑るり（第20期 漫画家）
- 高木りな（第21期）
- 中山讓（第21期）
- ニコラ・フォルミケッティ（第23期）
- YANAGIMAN（第23・24期）
- トレンディエンジェル（第24期）
- まこと・富永美樹夫妻（第24期）
- 松本弥生（第25期）
- 三遊亭朝橘（第25期）
- 鈴木穂波（第26期 フェンシング選手）[3]
- 江原啓之（第27期）
- 軽部真一（第27期 フジテレビジョンアナウンサー）